# Anzano del Parco
Anzano del Parco (semplicemente Anzano fino al 1863; Anzàn in dialetto brianzolo, AFI: /aŋˈtsaŋ/) è un comune italiano di 1 671 abitanti della provincia di Como in Lombardia. Fa parte del Parco regionale della Valle del Lambro.
È un paese situato lungo la statale Como-Bergamo, poco sotto Alzate Brianza, distante da Como una dozzina di chilometri.

Il suo centro storico incappuccia un modesto colle morenico da cui svettano la chiesa parrocchiale, il palazzo Carcano, le costruzioni che facevano un tempo corona ad un castello di cui rimane ancora l'arco di ingresso, con evidenti scanalature che denuncerebbero l'esistenza di un antico ponte levatoio.

## Origini del nome
Secondo alcune teorie, il toponimo Anzano, riportati nei testi in latino ecclesiastico come Anzanum, sarebbe di origine latina e deriverebbe da Antianus, a sua volta derivante dal nome proprio di persona Antius. Altri identificano in Anzano la stessa radice presente in toponimi come Anzio, Anza di Framura, Anzasco, che avrebbero un'origine preindoeuropea.
L'aggiunta del Parco fa invece riferimento al grande parco di Villa Carcano.

## Storia
Anzano del Parco fu un antico insediamento delle popolazioni della cultura di Golasecca, divenuto successivamente presidio romano. 

La presenza romana sul territorio è confermata dal rinvenimento di alcune tombe e lapidi all'interno dei parchi di villa Carcano e di villa del Soldo (situata nei limitrofi comuni di Orsenigo e Alzate Brianza). Di particolare interesse storico sono i reperti rinvenuti nel corso degli scavi archeologici: oltre a suppellettili e strumenti da lavoro, sono state portate alla luce due monete, una romana del 221 a.C., l'altra imitante l'emidramma di Massalia (l'antica Marsiglia).

Ai tempi della Signoria di Milano, gli Statuti delle acque e delle strade del contado di Milano fatti nel 1346 riportano “el locho de Anzano con le cassine de Valera” tra le località che, all'interno della pieve di Incino, hanno l'onere della manutenzione della “strata de Niguarda”.

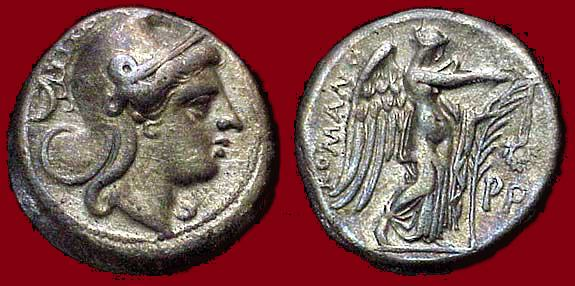
Moneta romana

Con il Ducato di Milano, in epoca viscontea fu concesso al condottiero Facino Cane per poi passare, nel 1441 e assieme a tutta la pieve d'Incino, in usufrutto ai conti Dal Verme, ai quali venne confermata in feudo intorno alla metà del XVI secolo da Carlo V.
Ai Dal Verme subentrò il conte Claudio Giussani che ne fece dono alla figlia Paola quando sposò Carlo Carcano e fu il loro figlio, il marchese Luigi, l'ultimo signore del feudo.
Nel 1751, il "Compartimento territoriale specificante le cassine" del Ducato di Milano riporta come Anzano facesse sempre parte della stessa pieve e comprendesse anche i cassinaggi di Valera, Borigo, Cavognetto, Cavogn'alto, Varzina, “dell’Arzento”, “d’Insolti”. Due anni più tardi Anzano incorporò il territorio di Cassina Pugnago, mentre nel 1757 risultava comprendere anche le località di Monticello e porzione di Monguzzo.
Con la dominazione austriaca le antiche suddivisioni territoriali furono eliminate; con la rivoluzione francese prima e Napoleone poi, furono aboliti i diritti feudali. Con la riorganizzazione del Regno d'Italia napoleonico del 1807 Anzano incorporò temporaneamente il comune di Fabbrica.
Nel 1863 il comune, che non comprendeva più la località di Fabbrica, mutò definitivamente il proprio nome in "Anzano del Parco".

### Simboli
Lo stemma e il gonfalone del comune di Anzano del Parco sono stati concessi con decreto del presidente della Repubblica del 29 settembre 1983.
(D.P.R. 29 settembre 1983)
Nello stemma è ricordato il castello locale del quale non rimane traccia se non in alcuni resti del torrione d'entrata.
L'ascia è ripresa dal blasone della famiglia Carcano (di rosso, al cigno d'argento, sormontato da una scure dello stesso, manicata di oro, coricata in fascia) dato che la seconda parte del toponimo si riferisce al parco di Villa Carcano.
Il gonfalone è un drappo partito di rosso e di azzurro.

## Monumenti e luoghi d'interesse

### Architetture religiose

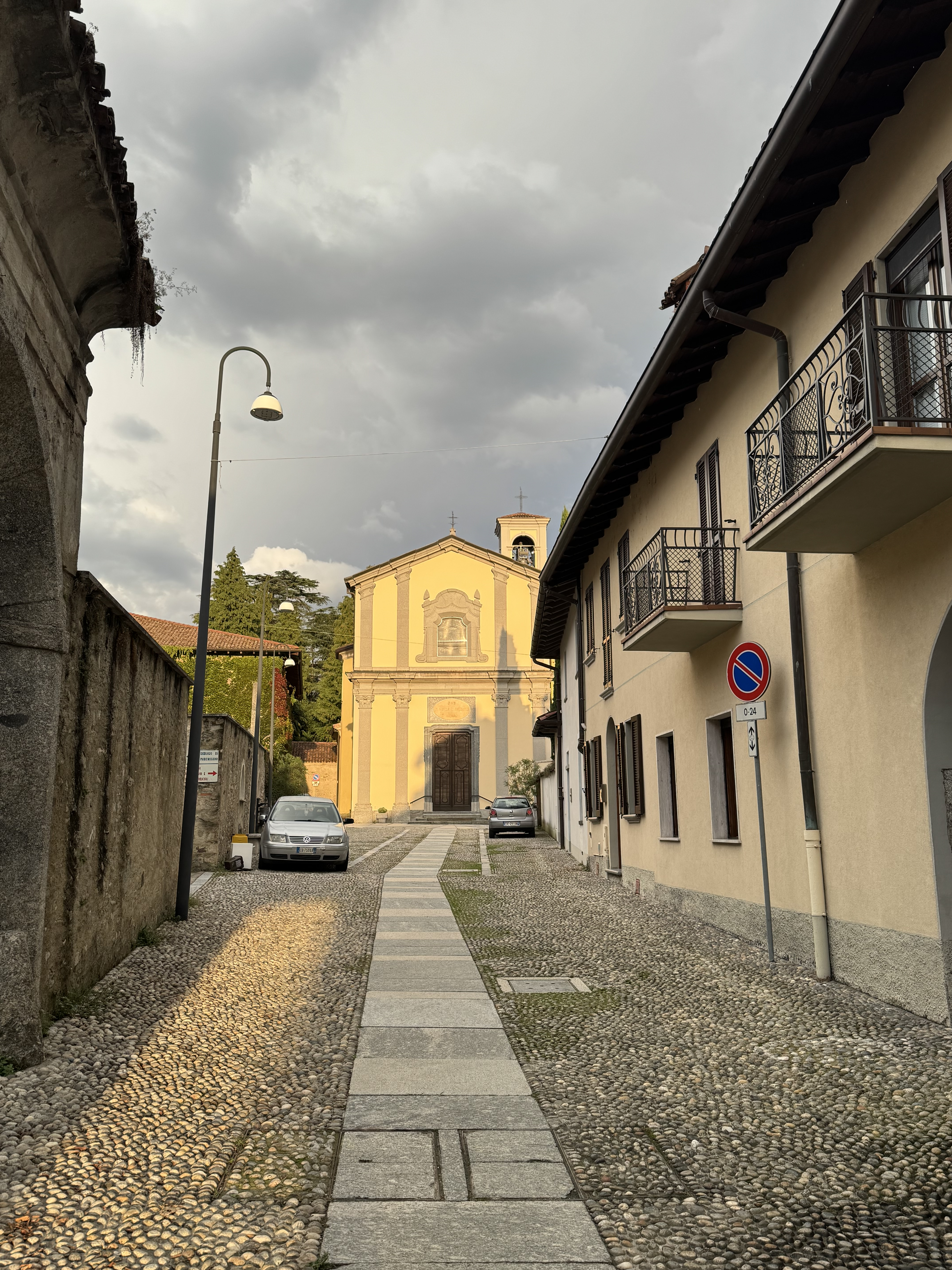
Chiesa di San Michele

- Chiesa di San Michele Arcangelo,[11] costruita sulla base di una cappella attestata nella pieve di Incino fin dal XIII secolo[12].
- Chiesa della Madonna Addolorata[13], attestata negli atti della prima visita pastorale di Andrea Carlo Ferrari nella pieve di Incino, nel 1898[12].

### Architetture civili
- Villa Carcano,[14] commissionata negli anni 1794-1795 da Alessandro Carcano a Leopoldo Pollack[15],[16] il quale la progettò con un salone a pianta ellittica[17].[18]

## Società

### Evoluzione demografica
- 309 nel 1751
- 487 nel 1771[N 1]
- 541 nel 1799
- 881 nel 1805
- 1 276 nel 1809 dopo annessione di Fabbrica Durini
- 844 nel 1853
- 1 787 nel 2016

Abitanti censiti

## Infrastrutture e trasporti
Anzano del Parco dispone di una stazione ferroviaria sulla linea Como-Lecco.

### Esplicative
1. ↑  Con le fattorie di Cassina Pugnago e Monticello e porzione di Monguzzo.

### Bibliografiche
1. 1 2   Bilancio demografico mensile anno 2024 (dati provvisori), su demo.istat.it, ISTAT.
2. ↑   Classificazione sismica (XLS), su rischi.protezionecivile.gov.it.
3. ↑   Tabella dei gradi/giorno dei Comuni italiani raggruppati per Regione e Provincia (PDF), in Legge 26 agosto 1993, n. 412, allegato A, Agenzia nazionale per le nuove tecnologie, l'energia e lo sviluppo economico sostenibile, 1º marzo 2011,  p. 151. URL consultato il 25 aprile 2012 (archiviato dall'url originale il 1º gennaio 2017).
4. 1 2   Comune di Anzano del Parco, 1859 - [1971] – Istituzioni storiche – Lombardia Beni Culturali, su lombardiabeniculturali.it. URL consultato il 22 aprile 2020.
5. ↑   AA. VV., Dizionario di toponomastica. Storia e significato dei nomi geografici italiani., Milano, Garzanti, 1996,  p. 31, ISBN 88-11-30500-4.
6. 1 2 3   Comune di Anzano del Parco, su comune.anzano.co.it. URL consultato il 23 aprile 2020.
7. 1 2 3 4   Comune di Anzano, sec. XIV - 1757 – Istituzioni storiche – Lombardia Beni Culturali, su lombardiabeniculturali.it. URL consultato il 22 aprile 2020.
8. ↑   Comune di Anzano, 1757 - 1797 – Istituzioni storiche – Lombardia Beni Culturali, su lombardiabeniculturali.it. URL consultato il 22 aprile 2020.
9. ↑   Comune di Anzano, 1798 - 1815 – Istituzioni storiche – Lombardia Beni Culturali, su lombardiabeniculturali.it. URL consultato il 22 aprile 2020.
10. ↑   Anzano del Parco, decreto 1983-09-29 DPR, concessione di stemma e gonfalone, su Archivio Centrale dello Stato. URL consultato il 16 agosto 2022.
11. ↑   Chiesa di S. Michele Arcangelo - complesso, Via Roma - Anzano del Parco (CO) – Architetture – Lombardia Beni Culturali, su lombardiabeniculturali.it. URL consultato il 18 aprile 2020.
12. 1 2   Parrocchia di San Michele, sec. XVI - [1989] – Istituzioni storiche – Lombardia Beni Culturali, su lombardiabeniculturali.it. URL consultato il 22 aprile 2020.
13. ↑   Chiesa della Madonna Addolorata, Piazza Oratorio - Anzano del Parco (CO) – Architetture – Lombardia Beni Culturali, su lombardiabeniculturali.it. URL consultato il 18 aprile 2020.
14. ↑   Villa Carcano - complesso, Via Piave, 4 - Anzano del Parco (CO) – Architetture – Lombardia Beni Culturali, su lombardiabeniculturali.it. URL consultato il 18 aprile 2020.
15. ↑  TCI, Guida d'Italia [...], p. 290.
16. ↑   La Villa | PARCO di VILLA CARCANO, su villacarcano.it. URL consultato il 19 aprile 2021.
17. ↑   Touring club italiano, Le province di Como e Lecco: il Lario, le ville, i parchi, Bellagio, Menaggio, Varenna, Touring Editore, 2003,  p. 143, ISBN 978-88-365-2919-3. URL consultato il 18 dicembre 2021.
18. ↑  Belloni et al., p. 251.
19. ↑  Statistiche I.Stat ISTAT  URL consultato in data 18-08-2023.